# Asutifi
Asutifi är ett distrikt i Ghana.   Det ligger i regionen Brong-Ahaforegionen, i den sydvästra delen av landet, 290 km nordväst om huvudstaden Accra. Antalet invånare är 105 843. Arean är 1 799 kvadratkilometer.
Terrängen i Asutifi är platt åt nordväst, men åt sydost är den kuperad.